# Georg von Reutter (padre)
Georg von Reutter (Vienna, 3 novembre 1656 – Vienna, 29 agosto 1738) è stato un organista, compositore e tiorbista austriaco, padre del più celebre Georg Reutter.
Reutter fu probabilmente allievo di Johann Kaspar Kerll, al quale nel 1686 gli succedette nella carica di organista della Cattedrale di San Stefano di Vienna. Nel 1695 intrarprese un viaggio in Italia, dove a Roma ricevette un titolo nobiliare dal principe Sforza. Grazie alle raccomandazioni di Antonio Draghi, Kapellmeister (maestro di cappella) della corte viennese (il quale avevo notato le sue abilità di virtuoso), dal 1696 al 1703 egli prestò servizio presso la cappella come basso continuo su tiorba. Nel 1700 fu formalmente nominato organista di corte con un compenso di 900 fiorini annui, oltre i 300 per la posizione di tiorbista. Nel 1712 divenne vice-Kapellmeister della cattedrale viennese, succedendo così a Johann Joseph Fux, e quindi kapellmeister nel 1715. Mantenne questa posizione sino al 1728, anno in cui decise di ritirarsi.
Reutter si sposò tre volte ed ebbe ben 15 figli, dei quali solamente Karl e il più giovane Georg seguirono le orme del padre.
Come compositore Reutter è maggiormente ricordato per le sue raccolte di toccate, le quali combinano la perizia tecnica con l'abilità nell'uso del contrappunto e con la ricca invenzione melodica. Compose inoltre piccoli preludi per organo, diversi lavori sacri e probabilmente, come menzionato da Draghi, anche balletti.